# Capoterra
Capoterra is een gemeente in de Italiaanse provincie Cagliari (regio Sardinië) en telt 22.466 inwoners (31-12-2004). De oppervlakte bedraagt 68,3 km², de bevolkingsdichtheid is 329 inwoners per km².
De volgende frazioni maken deel uit van de gemeente: Poggio dei Pini, La Maddalena, Frutti D'oro, Torre degli Ulivi, Su Spantu, Rio S.Girolamo.

## Demografie
Capoterra telt ongeveer 8107 huishoudens. Het aantal inwoners steeg in de periode 1991-2001 met 30,2% volgens cijfers uit de tienjaarlijkse volkstellingen van ISTAT.
| Jaar | Inwoneraantal |
| ---- | ------------- |
| 1991 | 16.428        |
| 2001 | 21.391        |

## Geografie
Capoterra grenst aan de volgende gemeenten: Assemini, Cagliari, Sarroch, Uta.